# Kościół Miłosierdzia Bożego w Brzegu
Kościół Miłosierdzia Bożego – rzymskokatolicki kościół parafialny w Brzegu. Świątynia należy do parafii Miłosierdzia Bożego w Brzegu w dekanacie Brzeg południe w archidiecezji wrocławskiej.

## Historia kościoła
Staraniem mieszkańców Brzegu i z inicjatywy księdza Zbigniewa Bąkowskiego, w marcu 1981 roku uzyskano zgodę na budowę świątyni w południowej części miasta. Budowa kościoła rozpoczęła się 13 sierpnia 1983 roku, plan budynku wykonał Marek Dziekoński, architekt z Wrocławia. Dnia 20 listopada 1993 roku wmurowano kamień węgielny, który był częścią fundamentów Bazyliki św. Piotra w Rzymie i został poświęcony przez Ojca Świętego Jana Pawła II. W dniu 27 czerwca 1992 roku została erygowana nowa parafia z części parafii Podwyższenia Krzyża Świętego w Brzegu oraz Miłosierdzia Bożego w Brzegu, a proboszczem został ks. Zbigniew Bąkowski. 21 listopada 1993 roku została poświęcona plebania, a 19 grudnia 1999 roku, kardynał Henryk Gulbinowicz poświęcił dzwony na wieży kościelnej. Kolejnym proboszczem został ks. Eugeniusz Bojakowski, który dokończył wystrój wnętrza świątyni i wszelkie prace związane z konsekracją kościoła. 26 października 2011 roku miała miejsce uroczysta konsekracja, której dokonał arcybiskup ks. Marian Gołębiewski. 
Od 14 lutego 2012 roku proboszczem jest ks. Marcin Czerepak.